# Chapelle de Jacquicourt
La chapelle de Jacquicourt est une chapelle catholique, située au plateau de Loëx sur la commune de Taninges en Haute-Savoie. Dominant le plateau, elle est l'objectif de promenades régionales.

## Historique
En 1313, les trois communes de Samoëns (à laquelle appartenait Verchaix), Taninges et des Gets décident de délimiter leur territoire. Toutefois des désaccords apparaissent, les trois communes revendiquant la possession du sar de Jacquier Curt. Des procès s'ensuivront pendant 366 ans et lorsqu'un accord est enfin trouvé en juin 1679, la construction de la chapelle symbolise cette délimitation.
L'édifice est démoli le 14 août 1679.
De 1986 à 1989 la chapelle est reconstruite par des habitants des 3 communes.

## Randonnées, pèlerinages
Cette chapelle, située à un point culminant offrant un point de vue sur la montagne et le plateau de Loëx, est un but de randonnée régionale balisée et sert de point de repère,,.
Située sur le domaine protégé du plateau de Loëx, (site classé pour son biotope) elle est :
- le point d'arrivée d'un circuit balisé à partir de la Montagne de Loëx, qui emprunte l'ancien chemin utilisé par les habitants des villages d'Etry et de la Plaigne d'Etry pour se rendre dans les alpages des Têtes et du Coutard.
- le point de passage culminant à 1610 m d'une randonnée circulaire au départ de Verchaix[7].

Depuis sa bénédiction en 1986 par les prêtres des trois paroisses, elle donne lieu tous les ans, en  septembre,  à  un pèlerinage diocésain.